# بقرة جيرزي
بقرة جيرزي سلالة من الأبقار موطنه جزيرة جيرزي في القنال الإنكليزي. البقرة أصغر حجماً من بقرة هولستين أو السويسرية البنية.
تتميز هذه السلالة بنسبة دسم عالية في حليبها، حيث تبلغ حوالي 6%، وهي نسبة أعلى من نسبتها في سلالات أخرى. نسبة البروتين في الحليب مرتفعة أيضاً وتصل إلى 4%.